# Zgornja Pristava (Slovenske Konjice)
Zgornja Pristava is een plaats in Slovenië en maakt deel uit van de gemeente Slovenske Konjice in de NUTS-3-regio Savinjska. 
De plaats telde 175 inwoners op 1 januari 2020.